# BE Кита
BE Кита (лат. BE Ceti / 9 Ceti) — солнцеподобная звезда, которая находится в созвездии Кит на расстоянии около 66 световых лет от нас. Видимая звёздная величина звезды составляет +6.39, то есть не видна невооружённым глазом. Звезда очень схожа с солнцем. Другое название 9 кита

## Характеристики
Звезда принадлежит к классу жёлто-оранжевых карликов главной последовательности. Её масса практически такая же, как у Солнца, а диаметр составляет 1,07 солнечного. Светимость звезды составляет 1,01 светимости Солнца. Согласно исследованиям магнитной активности звезды, её возраст оценивается приблизительно в 600 миллионов лет — молодое светило по астрономическим меркам.Планета земного типа могла бы иметь жидкую воду на стабильной орбите с центром примерно в 1,0 а.е. от BE Кита - примерно на орбитальном расстоянии от Земли в Солнечной системе. Период обращения такой планеты был бы близок к одному земному году. Однако, поскольку светимость BE Кита в настоящее время варьируется, она может не обеспечивать стабильную светимость, наиболее подходящую для сложной жизни земного типа. Более того, если звезде всего 600 миллионов лет, кора скалистой внутренней планеты может быть сильно вулканической и подвергаться интенсивной бомбардировке крупными астероидами и кометами. По характеристикам 9 кита ,одна из самых похожих на Солнце звёзд.

## Гипотетическая планетарная система
Астрономам было бы очень трудно обнаружить планету размером с Землю вокруг этой звезды, используя современные методы. Газовые гиганты не были обнаружены, хотя есть вероятность что планета-гигант находится далеко от своей звезды ,на орбите схожей с юпитерианской или сатурнианской ,тогда ее орбитальный период очень долгий, чтобы заметить ее по диску звезды. (см. Транзитный метод)

## Ближайшее окружение звезды
Следующие звёздные системы находятся на расстоянии в пределах 20 световых лет от BE Кита:
| Звезда     | Спектральный класс      | Расстояние, св. лет |
| BD−10°47   | K7 V                    | 3,1                 |
| LP 704-1   | DC8 /VII                | 3,9                 |
| 6 Кита     | F5-7 V                  | 6,9                 |
| BD−09°54   | K2 V                    | 9,9                 |
| LP 823-8   | M V                     | 9,9                 |
| 13 Кита    | F6-8 V / M V / G1 V / ? | 11                  |
| HR 72      | G0-5 V-IV               | 11                  |
| BD−05°138  | G0 V                    | 13                  |
| BD−01°31   | A5 V                    | 14                  |
| LP 645-46  | G-K V                   | 15                  |
| CD-23 315  | G8-K0 V                 | 15                  |
| φ² Кита    | F7 V-IV / 7             | 18                  |
| 94 Водолея | G5-8 IV / K2 V / ?      | 18                  |
| BD−14°42   | G2 V                    | 19                  |
| BD−08°117  | G0 V / M1 V             | 20                  |